# 十二位将军的信
十二位将军的信，指的是由克罗地亚武装部队十二名军人联名签署的公开信，由克罗地亚媒体于2000年9月28日发布。该信抗议克罗地亚政府在媒体中制造出1991年至1995年克罗地亚独立战争军方的负面形象。

## 背景
1999年12月10日，克罗地亚第一任总统弗拉尼奥·图季曼去世。2000年斯捷潘·梅西奇赢得总统大选，之后与国际法庭合作，开始调查克罗地亚武装部队在克罗地亚独立战争期间犯下的战争罪行，引起退伍军人和民族主义者的愤慨。

## 参与签署人员
- 扬科·博贝特科——已退休上将
- 安特·戈托维纳——中将
- 克雷赛米尔·柯西奇——中将
- 米尔科·诺拉克——少将
- 达沃·多马泽特-洛索——海军上将
- 伊万·科拉德——已退休少将
- 达米尔·克尔斯蒂切维奇——少将
- 伊凡·切尔马克——已退休中将
- 伊万·卡普拉——少将
- 诺伊科·马里诺维奇——已退休少将
- 伊凡·巴萨拉克——已退休中将
- 马卡尔斯卡·菲力浦维奇——少将[4]

## 反应
该信发布的第二天，总统斯捷潘·梅西奇正式宣布，解除参与联名签署的7名在职军人的一切职务。